# 红军城区 (萨拉托夫州)

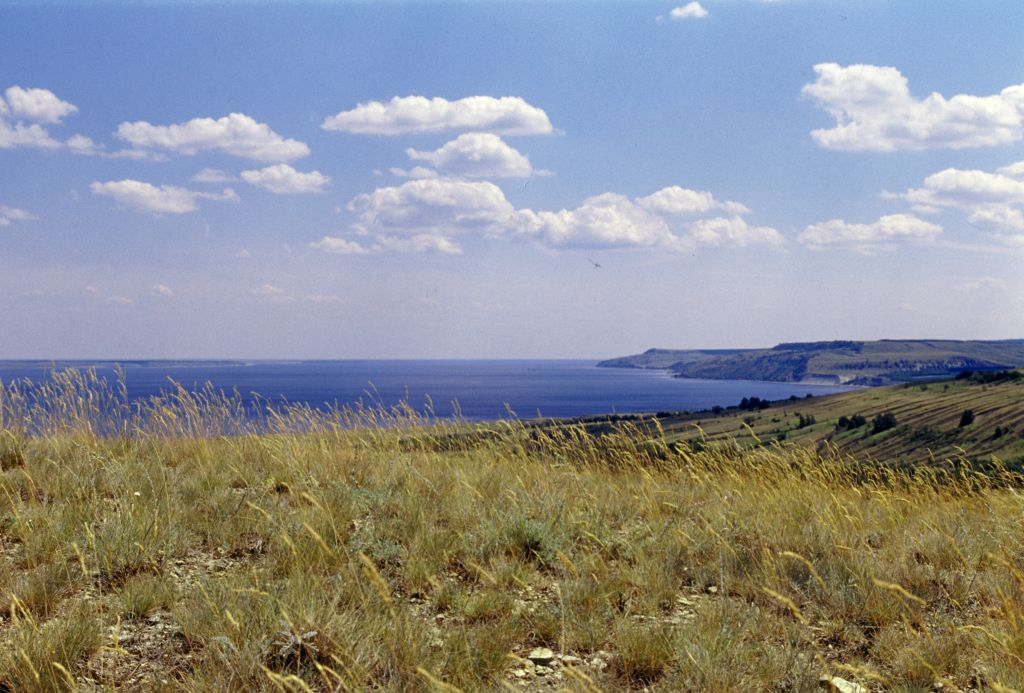

51°01′N 45°42′E / 51.017°N 45.700°E
紅軍城區（俄语：Красноармейский район），是俄羅斯的一個區，位於該國西南部，由薩拉托夫州負責管轄，面積3,300平方公里，2010年人口24,375，人口密度每平方公里7.39人。